# W45
Pour les articles homonymes, voir W45 (homonymie).

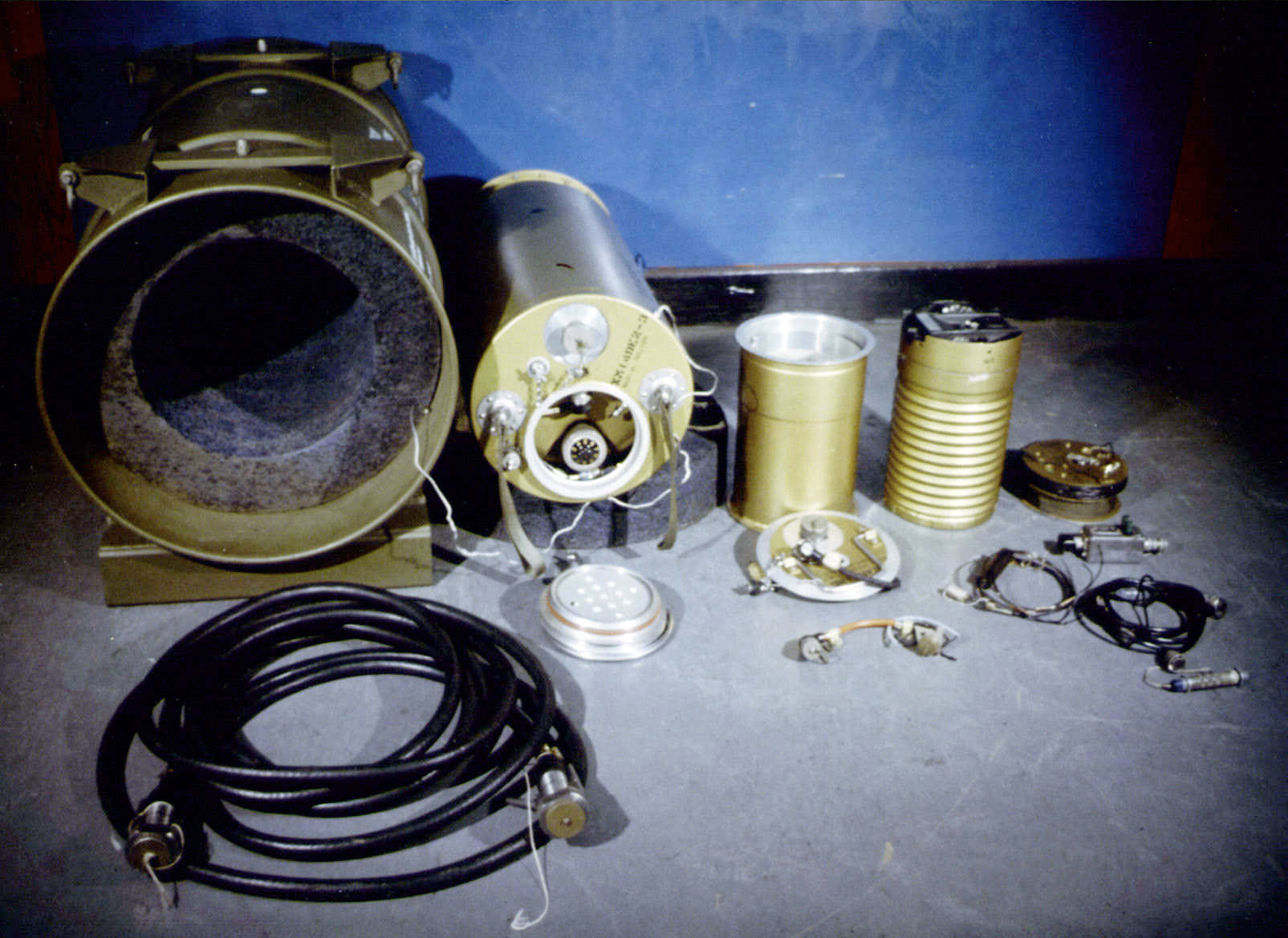
Les composantes internes de la Medium Atomic Demolition Munition. L'ogive W45 est à la droite du coffre.

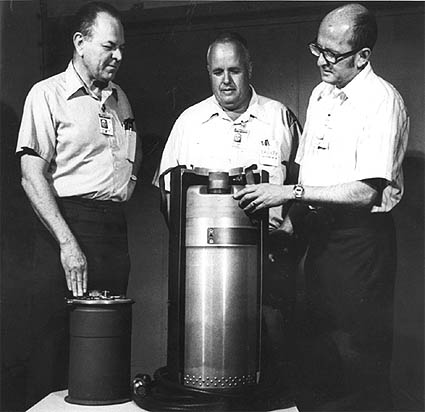
Une MADM

La W45 était une ogive atomique américaine à multiples usages.

## Description
L'arme nucléaire tactique W45 a été conçue au University of California Radiation Laboratory (UCRL), aujourd'hui le Laboratoire national de Lawrence Livermore. 
Conçue et développée au début des années 1960, elle a été fabriquée la première fois en 1962 et mise en service à quelques reprises jusqu'en 1988. 
Elle avait un diamètre de 11,5 pouces (292 mm), une longueur de 27 pouces (686 mm) et pesait 150 livres (68 kg). 
La puissance explosive des versions de la W45 furent 0,5; 1; 5; 8; 10 et 15 kilotonnes.
La W45 utilisait le primaire Robin, explosif atomique utilisé comme étage primaire dans les ogives thermonucléaires W38 et W47.
La W45 a entre autres été installée dans :
- le MGR-3 Little John
- le RIM-2 Terrier
- la Medium Atomic Demolition Munition (MADM)
- l'AGM-12 Bullpup